# Arthur Hyde
Arthur Mastick Hyde, född 12 juli 1877 i Princeton, Missouri, död 17 oktober 1947 i New York, var en amerikansk republikansk politiker. Han var Missouris guvernör 1921–1925 och USA:s jordbruksminister 1929–1933.
Hyde utexaminerades 1899 från University of Michigan och avlade 1900 juristexamen vid University of Iowa. Därefter inledde han sin karriär som advokat.
Hyde efterträdde 1921 Frederick D. Gardner som Missouris guvernör och efterträddes 1925 av Samuel Aaron Baker. År 1929 efterträdde han William Marion Jardine som jordbruksminister och efterträddes 1933 av Henry A. Wallace.
Hyde avled 1947 i New York och gravsattes på Odd Fellows Cemetery i Trenton i Missouri. Fadern Ira B. Hyde var ledamot av USA:s representanthus från Missouri och brodern Laurance Mastick Hyde var chefsdomare i Missouris högsta domstol.